# 萨拉尼亚克
萨拉尼亚克（法語：Salagnac，法語發音：[salaɲak]）是法国多尔多涅省的一个市镇，原属佩里格区，2017年起划至农特龙区。

## 地理
萨拉尼亚克（45°18'41"N, 1°11'53"E）面积9.08 平方千米，位于法国新阿基坦大区多爾多涅省，该省份为法国西南部内陆省份，是法國本土面积第三大的省，大致对应佩里戈尔地区，北起顺时针与夏朗德省、上维埃纳省、科雷兹省、洛特省、洛特-加龙省、吉倫特省和滨海夏朗德省接壤。
与萨拉尼亚克接壤的市镇（或旧市镇、城区）包括：圣梅曼、热尼、瑞亚克、圣特里。
萨拉尼亚克的时区为UTC+01:00、UTC+02:00（夏令时）。

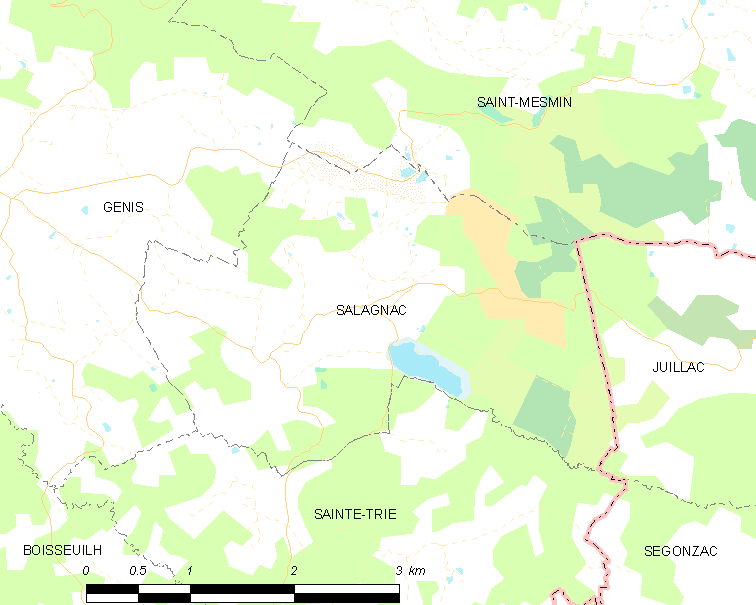
萨拉尼亚克的OSM定位图

## 行政
萨拉尼亚克的邮政编码为24160，INSEE市镇编码为24515。

## 政治
萨拉尼亚克所属的省级选区为伊勒-卢-欧韦泽尔县。

## 人口

1962-2008年间萨拉尼亚克人口变化图示

萨拉尼亚克于2022年1月1日时的人口数量为717人。